# Djedneferrê Dedoumes
Djedneferrê Dedoumes II est un roi de la Deuxième Période intermédiaire. 

## Attestations

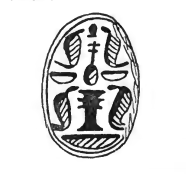
Scarabée d'un Djedneferrê, peut-être Dedoumes II.

Djedneferrê Dedoumes est connu grâce à une stèle originaire de Gebelein qui se trouve aujourd'hui au Musée du Caire (CG 20533). Sur la stèle, le roi prétend avoir été élevé pour la royauté, ce qui peut indiquer qu'il est un fils d'un roi, peut-être Djedhoteprê Dedoumes Ier, bien que cette déclaration puisse également n'être qu'une forme de propagande. Le ton martial de la stèle reflète probablement l'état de guerre constant de la fin de la XIIIe dynastie et de la XVIe dynastie, lorsque les Hyksôs envahirent son territoire :
« Le dieu bon, bien-aimé de Thèbes ; Celui qui est choisi par Horus, qui augmente son [armée], qui est apparu comme l'éclair du soleil, qui est acclamé à la royauté des Deux Terres ; Celui qui appartient aux cris. »
Ludwig Morenz pense que l'extrait de la stèle ci-dessus, en particulier qui est acclamé à la royauté, peut confirmer l'idée controversée d'Eduard Meyer selon laquelle certains rois ont été élus au pouvoir.

## Position chronologique
Sa position chronologique exacte est inconnue. Si certains, comme von Beckerath et Claude Vandersleyen le placent dans la XIIIe dynastie en tant que roi identique à Djedhoteprê Dedoumes Ier, Ryholt et Siesse le placent dans la XVIe dynastie. Siesse place Djedhoteprê Dedoumes Ier à la fin de la XIIIe dynastie, mais Ryholt le place également dans la XVIe dynastie.

## Autres identifications

### Identification àThoutimaïos
Plusieurs chercheurs ont identifié Djedneferrê Dedoumes à Thoutimaïos (Thoutmôsis ?) sous le gouvernement duquel, selon la version de Manéthon rapportée par Flavius Josèphe dans son Contre Apion, l'Égypte serait tombée sous la domination des Hyksôs :
« …Thoutimaïos. Durant son règne, pour des raisons que j'ignore, la colère du Seigneur s'abattit sur nous. Une obscure race d'envahisseurs soudainement arrivée d'Orient, se mit en marche contre notre pays avec l'assurance de la victoire. Avec leur seule supériorité en nombre et sans coup férir, ils s'emparèrent facilement de nos terres. Et ayant vaincu les résistants du pays, ils brûlèrent impitoyablement notre cité, détruisirent les temples des dieux et déployèrent leur cruauté contre les habitants, massacrant les uns, réduisant à l'esclavage les femmes et les enfants des autres. Finalement ils élurent roi l'un des leurs nommé Salitis. Celui-ci établit sa capitale à Memphis, exigeant tributs de la Haute et Basse Égypte, laissant partout derrière lui des garnisons aux postes les plus favorables… »
En fait, l'unique lien entre Djedneferrê Dedoumes et Thoutimaïos de Manéthon est une légère homonymie du nom Dedoumes.
Toutefois, même s'il s'agissait de ce souverain, il ne régna que sur la Haute-Égypte qui avait comme capitale Thèbes. Selon Detlef Franke, il serait contemporain de Salitis, le premier roi Hyksôs de la XVe dynastie, qui prend le pouvoir à partir d'Avaris. C'est donc probablement sous le règne de Dedoumes que l'Égypte a été attaquée par les Hyksôs.

### Identification au roi de l'Exode
Selon une théorie de David Rohl, fondée sur ledit papyrus et sujette à controverses, Thoutimaïos, s'il s'agit du même, ferait un candidat à l'identité du pharaon de l'Exode plus crédible que Ramsès II ou son fils Mérenptah. Bien qu'il n'existe pas davantage de preuves archéologiques ou documentaires pour étayer ces propos, le règne de Thoutimaïos se termine dans le chaos et un désastre pour l'Égypte, alors que celui des précédents fut long, stable et n'aurait apparemment pas été marqué par des plaies ni par des révoltes massives d'esclaves.